# Schoonselhof

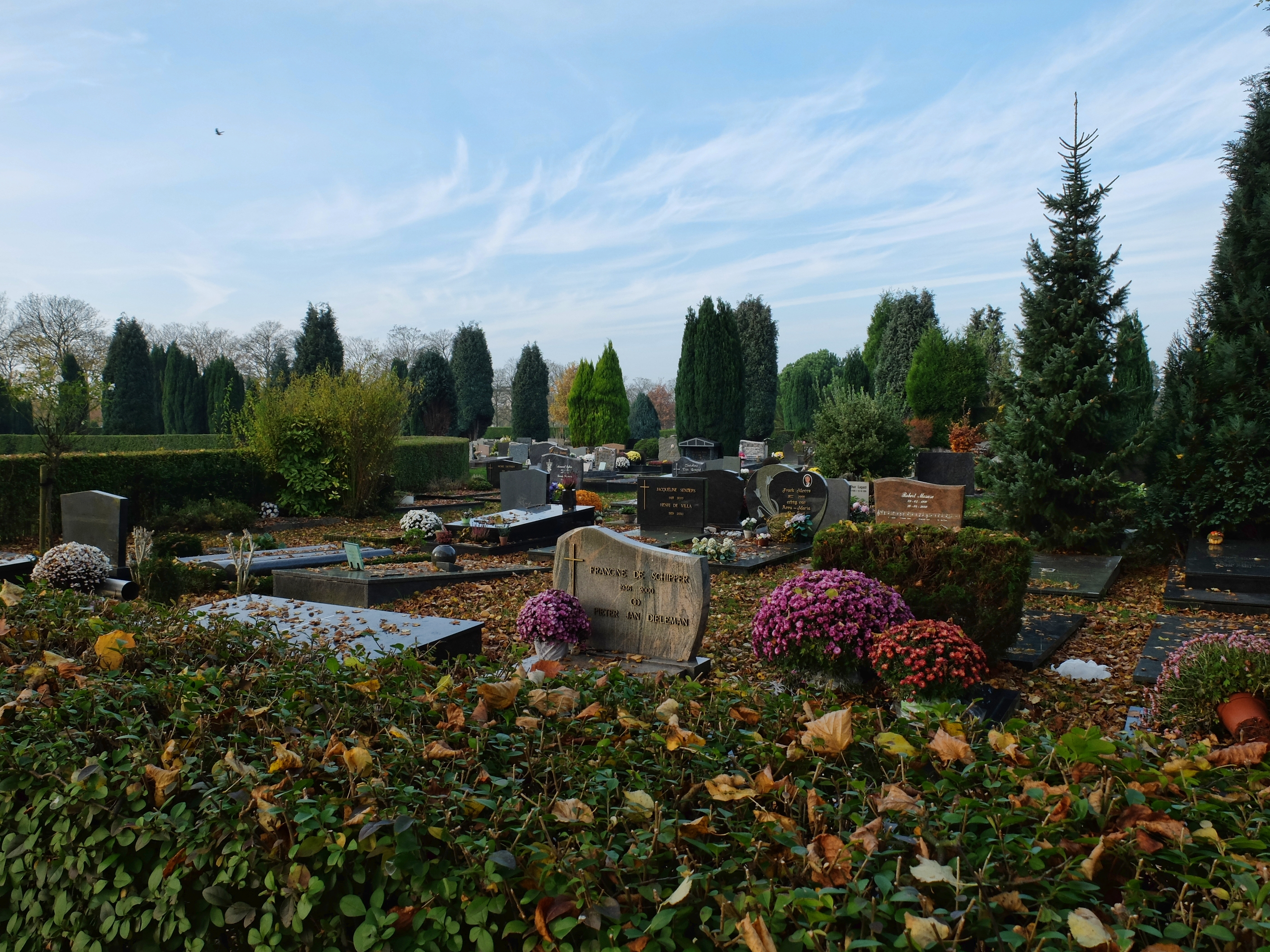
Blick auf einen Teil des Friedhofs

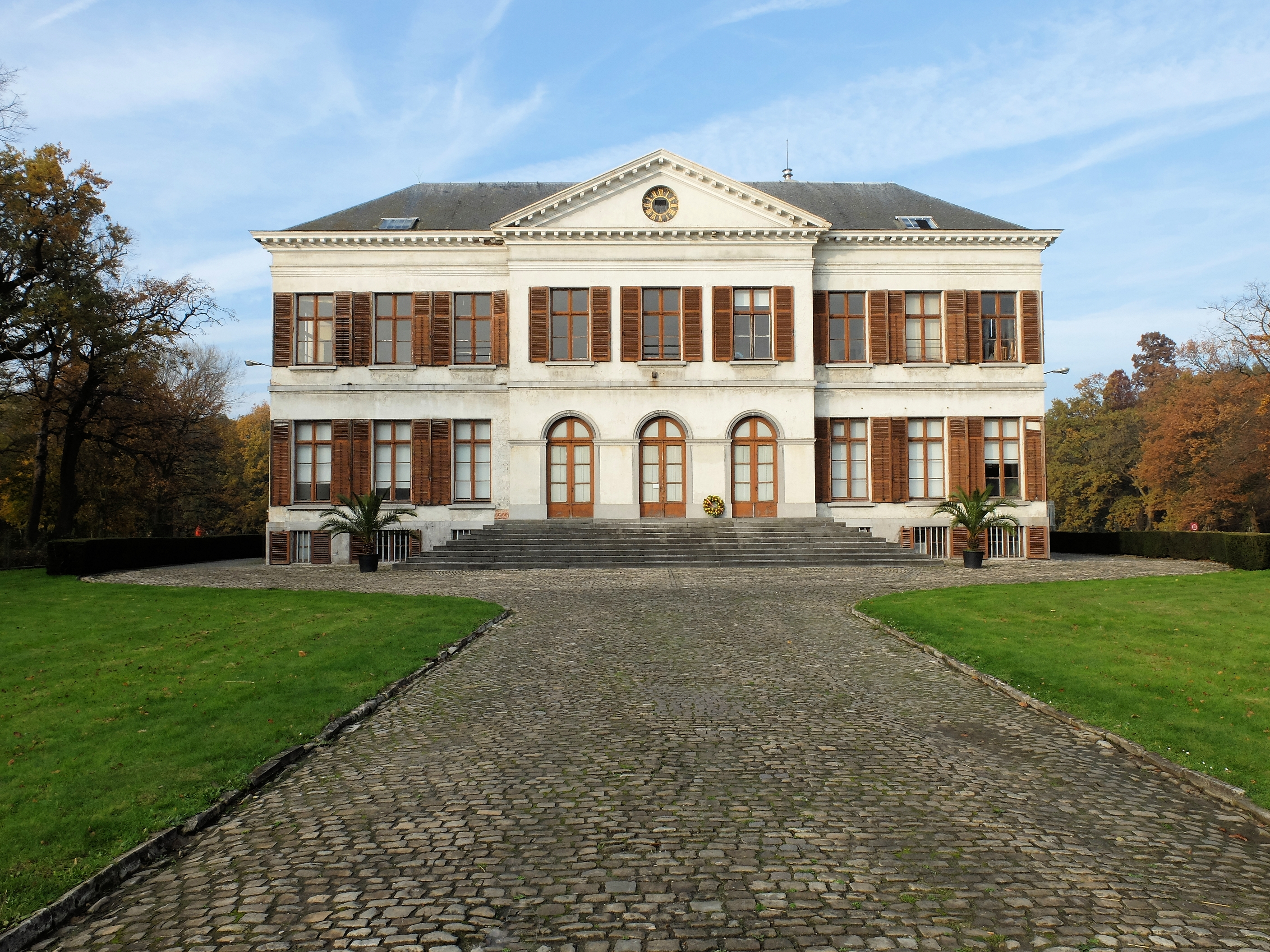
Schloss Schoonselhof

Der Schoonselhof ist ein Friedhof in Antwerpen, Belgien, gelegen in den Stadtteilen Hoboken und Wilrijk.  Wegen seiner kunstfertigen Grabmonumente und wegen der namhaften Persönlichkeiten, die hier ihre letzte Ruhestätte fanden, wird der Schoonselhof auch der „Père-Lachaise von Antwerpen“ genannt.

## Geschichte
1911 erwarb die Stadt Antwerpen das Landgut Schoonselhof auf Initiative des damaligen Schöffen für Kultur, Frans van Kuyck, um dort einen Friedhof einzurichten. Die offizielle Eröffnung fand am 1. September 1921 statt. Nachdem der alte Kielkerkhof 1936 geschlossen worden war, wurden 1938 zahlreiche Grabmale von dort auf den Schoonselhof übergebracht.

## Persönlichkeiten, die hier ihre letzte Ruhe fanden

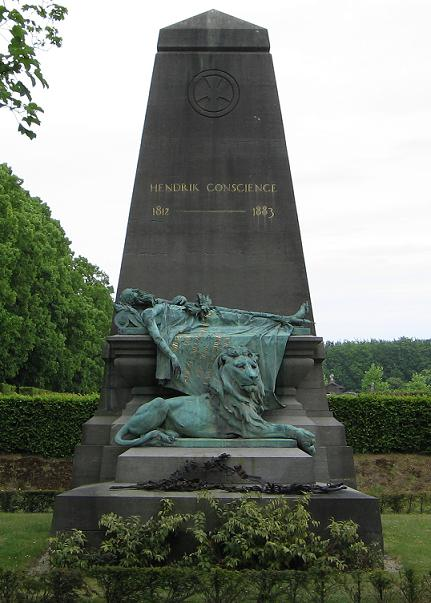
Grabmal von Hendrik Conscience auf dem Schoonselhof

- Michel Bartosik (1948–2008), Dichter
- Lode Baekelmans (1879–1965), Schriftsteller
- Peter Benoit (1834–1901),  Komponist
- Jan Blockx (1851–1912), Komponist
- Gaston Burssens (1896–1965), Schriftsteller
- Hendrik Conscience (1812–1883), Schriftsteller
- Jan Cox (1919–1980), Maler
- Henri de Braekeleer (1840–1888), Künstler
- Herman De Coninck (1944–1997), Schriftsteller und Journalist
- Willem Elsschot (1882–1960), Schriftsteller
- Vic Gentils (1919–1997),  Maler und Bildhauer
- Marnix Gijsen (1899–1984), Schriftsteller
- Ferre Grignard (1939–1982), Sänger
- Camille Huysmans (1871–1968), Politiker und belgischer Premierminister
- Hubert Lampo (1920–2006), Schriftsteller
- Hendrik Leys (1815–1869), Maler und Radierer
- Pol Mara (1920–1998), Maler
- Alice Nahon (1896–1933), Dichter
- Hugues C. Pernath (1931–1975), Schriftsteller
- Armand Preud’Homme (1904–1986), Komponist
- Hugo Schiltz (1927–2006), Politiker
- August van Cauwelaert (1885–1945), Schriftsteller
- Jos Van Eynde (1907–1992), Journalist und Politiker
- Joseph van Lerius (1823–1876), Maler
- Paul van Ostaijen (1896–1928), Schriftsteller
- Charles Verlat (1824–1890), Maler
- Gerard Walschap (1898–1989), Schriftsteller